# Ред Ауербак
Арнолд Џејкоб „Ред“ Ауербак (енгл. Arnold Jacob „Red“ Auerbach, IPA: //, 20. септембар 1917 — 28. октобар 2006) је био амерички кошаркашки тренер, најпознатији као тренер, тим менаџер и председник кошаркашког клуба Бостон Селтикси.
У тренерској каријери освојио је девет НБА-наслова (на другом месту иза Фила Џексона који има 11 тренерских прстенова), а као председник Селтикса додао је још седам НБА-титула, што га са 16 освојених титула у 29 година чини једним од најуспешнијих кошаркашких радника на тлу Северне Америке, рачунајући све спортове.